# Ugyrczin
Ugyrczin (bułg. Угърчин) – miasto w Bułgarii, w obwodzie Łowecz, siedziba administracyjna gminy Ugyrczin. Według danych szacunkowych Ujednoliconego Systemu Ewidencji Ludności oraz Usług Administracyjnych dla Ludności, 15 czerwca 2020 roku miejscowość liczyła 2711 mieszkańców.

## Geografia
Miasto leży wzdłuż rzeki Kamenica i licznymi małymi strumieniami. Położone 33 km od Łoweczu. W kotlinie otoczonej niewysokimi wzgórzami od południa Iwan Bjał, od wschodu Wisokata mogiła, od północy Beli kamyk, Zabiti kamyk, Sredno byrdo i od zachodu Goli ryt i Czukata.

## Osoby związane z miejscowością

### Urodzeni
- Rada Belewska (1903–1984) – bułgarska zoolog
- Cwjatko Błagoew (1915–1994) – bułgarski muzykant
- Radoj Sirakow (1861–1921) – bułgarski generał
- Neszo Carewski (1921–1992) – bułgarski partyzant oddziału Christa Kyrnaczewa

### Zmarli
- Isaja Mażowski (1852–1926) – bułgarski budowniczy, malarz